# Šadlí Bendžedíd
Šadlí Bendžedíd (14. dubna 1929 – 6. října 2012) byl alžírský politik a voják, třetí prezident nezávislého Alžírska, který zemi vládl v letech 1979–1992. V letech 1978–1979 byl ministrem obrany. Byl představitelem strany Fronta národního osvobození (Front de Libération Nationale – FLN), hegemonní síly alžírského politického systému.
Po smrti dlouholetého prezidenta Houari Boumédièna se uvnitř FLN rozhořel boj o nástupnictví. Hlavními soupeři byli Salah Yahiaoui a Abdelazíz Buteflika. Volba Bendžedída se stala nakonec kompromisním řešením. Bendžedíd značně liberalizoval alžírskou ekonomiku, která byla jeho předchůdci založena především jako státní. Na konci 80. let nicméně značně klesla cena ropy, což vedlo k hospodářské krizi. Část veřejnosti to dávala za vinu Bendžedídově liberalizaci. Rostla též nespokojenost s pomalu postupující demokratizací. Roku 1988 začali zejména studenti pořádat masivní protesty, které Bendžedíd krvavě potlačil, zabito bylo několik set lidí. Bendžedíd se pokusil zachránit mezinárodní reputaci rychlým postupem k demokracii a umožněním politické plurality. Roku 1991 byly připravovány demokratické volby, to se však znelíbilo armádě, která se obávala vítězství islamistů z Islámské fronty spásy. Volby byly zakázány, Bendžedíd padl a rozpoutala se vleklá občanská válka.

## Vyznamenání
- Řád Bílého lva I. třídy s řetězem – Československo, 1964 – udělil Antonín Novotný
- Řád José Martího – Kuba, 1985 – udělil Fidel Castro[2]